# Leonard Schapiro
Leonard Schapiro (Glasgow, 22 d'abril de 1908 - Londres, 2 de novembre de 1983) va ser un politòleg, historiador i advocat britànic, que va escriure diverses obres la Revolució Russa i la Unió Soviètica.

## Biografia
Nascut en 1908 a la ciutat escocesa de Glasgow, en el si d'una família de jueus russos, la seva infància la va viure a l'Imperi Rus, que va haver d'abandonar en esclatar la Revolució Russa. En 1943 va contreure matrimoni amb Isabel de Madariaga —filla de l'escriptor i diplomàtic espanyol Salvador de Madariaga—, de qui es va separar en 1960 i va divorciar en 1976. Va morir el 2 de novembre de 1983. Descrit com a liberal i anticomunista, va ser adscrit per Stephen Cohen a una escola «totalitarista» —totalitària en relació al paper del Govern soviètic— dins dels estudis sobre la Unió Soviètica al costat d'altres historiadors com Richard Pipes, Zbigniew Brzezinski, Moshe Lewin o Adam Ulam.
Va ser autor d'obres com The Origin of the Communist Autocracy (Harvard University Press, 1955); The Communist Party of the Soviet Union (Random House, 1960); Rationialism and Nationalism in Russian Nineteenth-Century Political Thought (Yale University Press, 1967); Turgenev: his Life and Times (Oxford University Press, 1978), una biografia de l'escriptor Ivan Turguénev; The Russian Revolutions of 1917: The Origins of Modern Communism (Basic Books, 1984); o Russian Studies (Viking, 1987), editats per Ellen Dahrendorf; entre d'altres. També va ser editor d'obres com The USSR and the Future, An Analysis of the New Program of the CPSU (Praeger, 1963); Lenin: The Man, the Theorist, the Leader (Pall Mall Press, 1968), junt amb Peter Reddaway; o The Soviet Worker: Illusion and Realities (St. Martin's Press, 1981), amb Joseph Godson; entre d'altres.